# Bureau politique des Nations unies pour la Somalie
 (avril 2024).
Le Bureau politique des Nations unies pour la Somalie ou United Nations Political Office for Somalia (UNPOS) est une entité des Nations unies visant à stabiliser les institutions politiques somaliennes dans un contexte de faible contrôle politique du pays par l'État somalien. Créée le 15 avril 1995, elle prend le relais de l'Opération des Nations unies en Somalie II (ONUSOM II). Son travail est poursuivi par l'United Nations Assistance Mission in Somalia (UNSOM).